# Друскис, Франц Семёнович
Франц Семёнович Друскис (22 марта (3 апреля) 1898 — 26 ноября 1943) — начальник Юго-Западной, Забайкальской, Дальневосточной железных дорог.

## Биография
Родился в литовской семье крестьянина Вилкомирского уезда Ковенской губернии (Литва) Отец работал батраком у помещика, а с 1912 сторожем на железной дороге. С 1912 трудился батраком и чёрнорабочим на шоссейных ремонтных работах. Получил среднее образование, в 1914 закончив 4-х годичное городское училище. Осенью 1914, спасаясь от приближающегося фронта Первой мировой войны, уехал вглубь России, работал на железной дороге. В 1917 призван в царскую армию.
Член РКП(б) с июля 1918. Участник Гражданской войны. С июня 1918 по август 1933 в транспортных органах ВЧК-ОГПУ, занимал должности начальника Дорожно-транспортного отдела (ДТО) на Сызранско-Вяземской, Ташкентской, Рязано-Уральской, Московско-Белорусско-Балтийской, Юго-Западной железных дорогах.
В 1932 начальник Транспортного отдела (ТО) ГПУ УССР, деятельность на этой  должности СБУ считается спобоствующей Голодомору.
С августа 1933 начальник Юго-Западной железной дороги, с 21 ноября 1934 до 11 апреля 1937 начальник Забайкальской железной дороги в Чите. Проживал в Хабаровске, где и был арестован 22 сентября 1937 дорожно-транспортным отделом (ДТО) НКВД ДВЖД как “враг народа”. Обвинялся по статьям 58-1а, 58-8, 58-11 УК РСФСР. 29 декабря 1939 дело прекращено за недоказанностью обвинения. Полностью реабилитирован. С Забайкальской откомандирован на Дальневосточную железную дорогу. С 5 августа 1940 начальник строительства ж,дороги г. Казань - Бугульма, 6 мая 1942, назначен начальником строительство Nr. 62 гор., Сызрань, Куйбышевской обл. Умер в ноябре 1943.
Жена и дочь Наташа в 1940 проживали в Казани.

### Награды
Награждён орденами Ленина, Трудового Красного Знамени УССР, знаком Почётного работника ВЧК-ГПУ, боевым оружием от Коллегии ОГПУ.